# Шишковецька сільська рада (Сокирянський район)
Шишкове́цька сільська́ ра́да — адміністративно-територіальна одиниця та орган місцевого самоврядування в Сокирянському районі Чернівецької області. Адміністративний центр — село Шишківці.

## Загальні відомості
- Населення ради: 1 743 особи (станом на 2001 рік)

## Населені пункти
Сільській раді підпорядковані населені пункти:
- с. Шишківці
- с. Струмок

## Склад ради
Рада складається з 16 депутатів та голови.
- Голова ради: Рубан Сергій Володимирович
- Секретар ради: Банар Світлана Михайлівна

### Керівний склад попередніх скликань
| Прізвище, ім'я, по батькові | Основні відомості                                                               | Дата обрання | Дата звільнення |
| --------------------------- | ------------------------------------------------------------------------------- | ------------ | --------------- |
| Кукурузяк Іван Васильович   | Сільський голова, 1951 року народження, безпартійний                            | 26.03.2006   | 31.10.2010      |
| Рубан Сергій Володимирович  | Сільський голова, 1959 року народження, освіта середня спеціальна, безпартійний | 31.10.2010   |                 |

Примітка: таблиця складена за даними сайту Верховної Ради України

### Депутати
За результатами місцевих виборів 2010 року депутатами ради стали:

#### За суб'єктами висування
| Суб'єкт висування                                       | Кількість обраних депутатів | %    |
| ------------------------------------------------------- | --------------------------- | ---- |
| Самовисування                                           | 12                          | 75   |
| Комуністична партія України                             | 2                           | 12,5 |
| Політична партія Всеукраїнське об'єднання «Батьківщина» | 2                           | 12,5 |

#### За округами
| № округу                                                | Прізвище, ім'я, по батькові    | Дата визнання обраним | Освіта  | Партійна приналежність                        | Відомості про обраного депутата                                                                  |
| ------------------------------------------------------- | ------------------------------ | --------------------- | ------- | --------------------------------------------- | ------------------------------------------------------------------------------------------------ |
| Комуністична партія України                             |                                |                       |         |                                               |                                                                                                  |
| 2                                                       | Хабуля Іван Георгійович        | 01.11.2010            | вища    | член Комуністичної партії України             | пенсіонер                                                                                        |
| 14                                                      | Осадчук Ігор Васильович        | 01.11.2010            | середня | член Комуністичної партії України             | Шишковецька загальноосвітня школа I-III ст., майстер виробничого навчання по водінню автомобіля  |
| Політична партія Всеукраїнське об'єднання «Батьківщина» |                                |                       |         |                                               |                                                                                                  |
| 6                                                       | Бучка Михайло Миколайович      | 01.11.2010            | вища    | член Всеукраїнського об'єднання «Батьківщина» | Шишковецька загальноосвітня школа I-III ст., вчитель історії                                     |
| 15                                                      | Карімова Майя Іванівна         | 01.11.2010            | вища    | член Всеукраїнського об'єднання «Батьківщина» | Шишковецька загальноосвітня школа I-III ст., вчитель початкових класів                           |
| Самовисування                                           |                                |                       |         |                                               |                                                                                                  |
| 1                                                       | Гульняк Петро Васильович       | 01.11.2010            | середня | позапартійний                                 | тимчасово не працює                                                                              |
| 3                                                       | Кордулян Михайло Олександрович | 01.11.2010            | вища    | позапартійний                                 | ТОВ «Буковинський сад», бригадир                                                                 |
| 4                                                       | Женерет Лариса Іванівна        | 01.11.2010            | вища    | позапартійна                                  | Шишковецьке відділення зв'язку, листоноша                                                        |
| 5                                                       | Пріпа Марія Георгіївна         | 01.11.2010            | вища    | позапартійна                                  | Шишковецька сільська рада, соціальний працівник                                                  |
| 7                                                       | Місюра Оксана Дмитрівна        | 01.11.2010            | середня | позапартійна                                  | тимчасово не працює                                                                              |
| 8                                                       | Домніцак Леонід Іванович       | 01.11.2010            | середня | позапартійний                                 | Шиковецька амбулаторія загальної практики — сімейної медицини, водій автомобіля швидкої допомоги |
| 9                                                       | Тимко Лариса Дмитрівна         | 01.11.2010            | вища    | позапартійна                                  | Шишковецька загальноосвітня школа I-III ст., вчитель початкових класів                           |
| 10                                                      | Банар Олександр Миколайович    | 01.11.2010            | вища    | член Народної партії                          | ДП «Сокирянське лісове господарство», водій легкового автомобіля                                 |
| 11                                                      | Бужак Раїса Павлівна           | 01.11.2010            | вища    | позапартійна                                  | Шишковецька загальноосвітня школа I-III ст., заступник директора школи з вих. роботи             |
| 12                                                      | Гуреу Валерій Іванович         | 01.11.2010            | середня | позапартійний                                 | тимчасово не працює                                                                              |
| 13                                                      | Банар Світлана Михайлівна      | 01.11.2010            | вища    | позапартійна                                  | приватний підприємець, торгівля пром. товарами                                                   |
| 16                                                      | Проценко Богдан Кирилович      | 16.11.2010            | вища    | позапартійний                                 | Чернівецька дистанція колії Львівської залізниці, черговий станції «Васкауци»                    |